# Růžový Vrch
Růžový Vrch (německy Rosenhügel) je zaniklá osada na území obce Přední Výtoň v okrese Český Krumlov, která patřila do římskokatolické farnosti Rychnůvek. Osada vznikla začátkem 19. století; jméno dostala podle blízkého stejnojmenného vrchu (939 m n. m.). První písemná zmínka o osadě pochází z roku 1841. Na mapě stabilního katastru ze 40. let 19. století Rúžový Vrch (Rosenhügel) ještě vyznačen není.
V roce 1890 zde stálo 10 domů a žilo 57 obyvatel. V roce 1930 zde stálo 13 domů a žilo 70 obyvatel. Poslední obyvatel se jmenoval Koranda, a proto je toto místo na novějších mapách označeno Koranda nebo U Korandy.

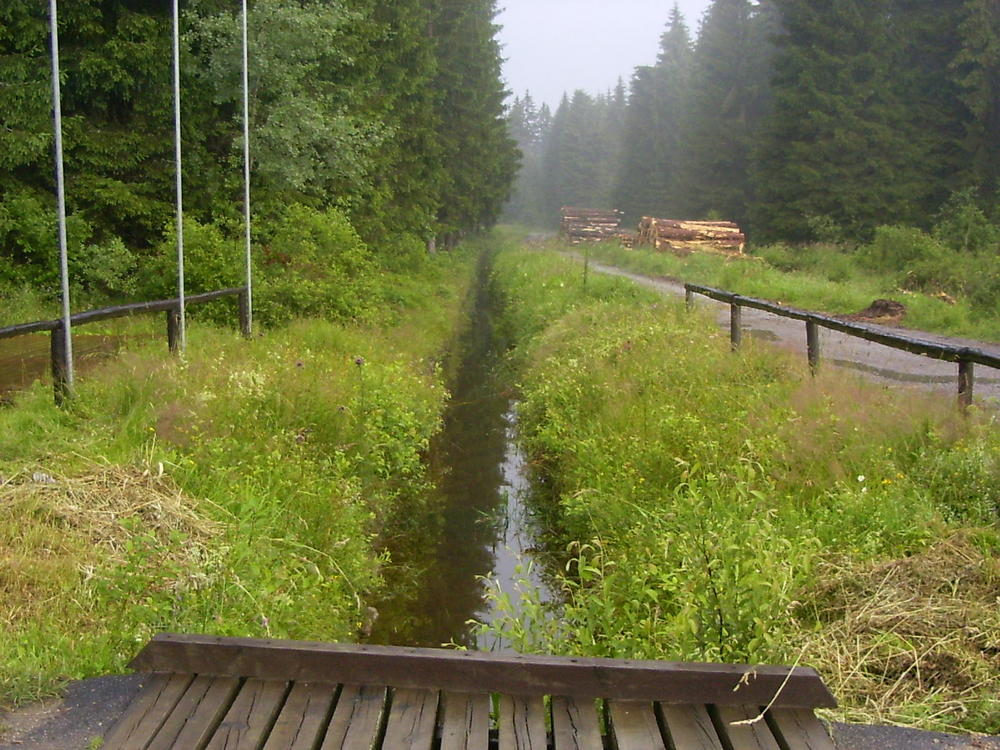
Kanál poblíž rozvodí U Korandy

Místo je poblíž Schwarzenberského plavebního kanálu a poblíž česko-rakouské státní hranice. Je zde evropské rozvodí (788 m n. m.) oddělující úmoří Severního a Černého moře; plavební kanál zde pokračuje do povodí Dunaje.
Je zde přeshraniční propojení na turistické stezce Koranda - St. Oswald.